# Jag är kär
Jag är kär är en EP från 1979 av Galenskaparna. 

## Låtar
1. Ding dong bäng bäng woa woa, ah na na na schubi dubi, jag är kär.
2. Mortimers avsked